# Iván Petrovich
Svetislav Ivan Petrovic dit Iván Petrovich (né le 1er janvier 1894 à Novi Sad, alors en Autriche-Hongrie, et mort le 18 octobre 1962  à Munich) est un acteur serbe.

## Filmographie partielle
- 1923 : Kœnigsmark de Léonce Perret
- 1924 : Âme d'artiste de Germaine Dulac
- 1926 : La Châtelaine du Liban de Marco de Gastyne
- 1926 : La Femme nue de Léonce Perret
- 1926 : Le Magicien (The Magician) de Rex Ingram
- 1928 : Morgane la sirène de Léonce Perret
- 1928 : Shéhérazade d'Alexandre Volkoff
- 1929 : Le Tsarévitch de Luise Fleck et Jakob Fleck
- 1932 : La Chauve-Souris de Pierre Billon et Karel Lamač
- 1937 : Huis clos de Paul Wegener
- 1937 : Frauenliebe - Frauenleid d'Augusto Genina
- 1948 : Le Procès de Georg Wilhelm Pabst
- 1954 : Le Tzarévitch d'Arthur Maria Rabenalt
- 1956 : Sissi impératrice d'Ernst Marischka
- 1958 : Ascenseur pour l'échafaud de Louis Malle